# 蓬吕埃
蓬吕埃（法語：Pontruet）是法国皮卡第大区埃纳省的一个市镇，属于圣康坦区韦尔芒县。该市镇2009年时的人口为344人。

## 人口
蓬吕埃人口变化图示
| 数据来源：INSEE |